# Contrazione di un tensore
In geometria differenziale, la contrazione di un tensore è un'operazione che trasforma un tensore di tipo {\displaystyle (h,k)} in un tensore di tipo {\displaystyle (h-1,k-1)}. 
Questa operazione è a volte detta traccia. Se il tensore è di tipo (1,1), questa equivale effettivamente al calcolo della traccia di una matrice associata.

## Definizione
La contrazione di un tensore misto di tipo {\displaystyle (h,k)} è definita nel modo seguente: si scrive il tensore iniziale usando gli indici, quindi se ne prendono due, uno superiore e l'altro inferiore, si indicano con la stessa lettera, e si interpreta il tensore risultante secondo la notazione di Einstein. Ad esempio, dato
{\displaystyle T_{\ \ cd}^{ab}}
poniamo {\displaystyle b=c=i} e scriviamo
{\displaystyle T_{\ d}^{a}=T_{\ \ id}^{ai}.}
Il tensore risultante equivale a
{\displaystyle T_{\ d}^{a}=\sum _{i=1}^{n}T_{\ \ id}^{ai}=T_{\ \ 1d}^{a1}+\ldots +T_{\ \ nd}^{an}.}
Costruzioni come questa, effettuate usando coordinate, dipendono sempre dalla scelta di una base. Il punto importante in questa costruzione specifica sta nel fatto che non dipende dalla base usata: questo è dovuto al fatto che i due indici contratti sono ad altezze diverse, e quindi le due matrici corrispondenti {\displaystyle A} e {\displaystyle C} nell'espressione che descrive la mutazione del tensore al cambiamento di base sono una inversa dell'altra e si elidono.

## Esempio
Se {\displaystyle T_{b}^{a}} è un tensore di tipo {\displaystyle (1,1)}, il tensore contratto {\displaystyle T_{i}^{i}} è di tipo {\displaystyle (0,0)}, cioè uno scalare. Interpretando {\displaystyle T_{b}^{a}} come endomorfismo, lo scalare è la traccia dell'endomorfismo, definita come la somma degli elementi {\displaystyle T_{i}^{i}} che stanno sulla diagonale principale di una matrice associata {\displaystyle T_{b}^{a}}. 